# جبال الألب (فلم)
جبال الألب (باليونانية: Άλπεις) هو فيلم درامي نفسي يوناني صدر عام 2011 من إخراج يورجوس لانثيموس ومن كتابته بالتعاون مع إفثيمس فيليبو.  ومن النجوم أنجيليكي بابوليا وأريان لابد وآريس سيرفيتاليس، تم عرضه لأول مره في مهرجان البندقية السينمائي الدولي في دورته الثامنة والستون حيث كسب جائزة أوسيلا الذهبية لأفضل سيناريو، وفاز أيضًا بجائزة المسابقة الرسمية للتوجهات الجديدة في السينما في مهرجان سيدني السينمائي في عام 2012.

## القصة
تدور أحداث الفيلم في إطار درامي حول أربعة أشخاص: ممرضة و رجل إسعاف يدعى مونت بلانك و لاعبة جمباز والمدرب الخاص بها، يشتركون في عمل له علاقة بالموتى.

## روابط خارجية
- مقالات تستعمل روابط فنية بلا صلة مع ويكي بيانات